# Lucius Valerius Flaccus (praetor in 63 v.Chr.)
Lucius Valerius Flaccus (? - na 56 v.Chr.) was een Romeinse politicus uit de 1e eeuw v.Chr.
Flaccus diende in de provincie Asia onder zijn gelijknamige vader. Later trok hij naar Gallië, waar hij in 82 of 81 v.Chr. onder zijn oom Gaius Valerius Flaccus krijgstribuun was. Tussen 78 en 76 v.Chr. bekleedde hij dezelfde functie onder Publius Servilius Vatia in Cilicië. In 71 v.Chr. werd hij questor in Hispania onder Marcus Pupius Piso en het jaar daarop proquestor. Tussen 68 en 67 v.Chr. was hij legatus van Quintus Caecilius Metellus Creticus op Kreta en hij had mogelijk aansluitend eenzelfde functie onder Gnaeus Pompeius Magnus.
In 63 v.Chr. was Flaccus Praetor Urbanus en stond aan de zijde van Marcus Tullius Cicero tijdens de samenzwering van Catilina. In 62 v.Chr. was hij als propraetor gouverneur van Asia. In 60 v.Chr. werd hij als gezant naar de Gallische stammen gestuurd. In 59 v.Chr. werd hij wegens afpersing aangeklaagd, maar Cicero verdedigde hem met succes. Zijn rede "Pro Flacco" is bewaard gebleven.
Flaccus was in 57 en 56 v.Chr. legaat van Lucius Calpurnius Piso Caesoninus in Macedonia en is waarschijnlijk kort daarna gestorven.